# Mus spretus
Il topo del Mediterraneo occidentale (Mus spretus Lataste, 1883) è un roditore della famiglia dei Muridi diffuso nell'Europa sud-occidentale e nell'Africa settentrionale.

## Descrizione

### Dimensioni
Roditore di piccole dimensioni, con la lunghezza della testa e del corpo tra 69 e 88 mm, la lunghezza della coda tra 50 e 70 mm, la lunghezza del piede tra 15 e 18 mm, la lunghezza delle orecchie tra 11 e 15 mm e un peso fino a 18 g.

### Aspetto
Le parti superiori sono grigio-brunastre, con dei riflessi rossicci lungo i fianchi e sulle guance, mentre le parti ventrali sono bianche. Le zampe sono rosate, con il dorso giallo-grigiastro. La coda è più corta della testa e del corpo, bruna sopra e grigiastra sotto. Il numero cromosomico è 2n=40.

## Biologia

### Comportamento
È una specie terricola e notturna, sebbene in inverno sia attiva anche di giorno. Vive in gruppi familiari.

### Alimentazione
Si nutre principalmente di parti vegetali ed in parte di insetti ed altri piccoli invertebrati. Richiede una quantità d'acqua metà del topo domestico.

### Riproduzione
Si riproduce tra marzo e ottobre. Le femmine danno alla luce 2-10 piccoli, mediamente 5, dopo una gestazione di 21 giorni.

## Distribuzione e habitat
Questa specie è diffusa nel Portogallo, Spagna centrale e meridionale, Francia meridionale, Marocco orientale, Algeria nord-occidentale e nord-orientale, Tunisia settentrionale e orientale, Libia nord-occidentale e nord-orientale; Isole Baleari: Maiorca, Minorca, Ibiza, Cabrera e Formentera.
Vive nei prati, boscaglie secche, campi di cereali e boschi aperti fino a 1.800 metri di altitudine. Tende ad evitare gli insediamenti umani e le foreste dense.

## Conservazione
La IUCN Red List, considerato il vasto areale e la mancanza di minacce, classifica M.spretus come specie a rischio minimo (Least Concern).